# Цецилія Помпонія Аттіка
Цецилія Помпонія Аттіка (*Caecilia Pomponia Attica, 51 до н. е. —д/н) — давньоримська матрона, дружина соратника Октавіана —Марка Агріппи.

## Життєпис
Походила з родини вершників Помпоніїв. Донька Тіта Помпонія Аттіка, друга Цицерона, і Цецилії Пілії, родички Ліциніїв.
Після того, як її батько у 65 році до н. е. був всиновленим Квінтом Цецилієм та його ім'я було змінене на Квінт Цецилій Помпоніан Аттік, ім'я дівчинки також змінилося з Помпонії на Цецилію. У джерелах найчастіше вказуються обидва її імені.
Цецилія отримала гарну освіту. За деякими відомостями Цецилію та її вчителя пов'язували не тільки стосунки учениці та наставника, проте чітких джерел, що підтверджують цей зв'язок немає.
У 37 році до н. е. Помпонія Цецилія одружилася з Марком Віпсанієм Агріппою, другом і соратником Октавіана Августа, який був старшим за неї на 12 років. Для дівчинки зі скромної родини це був дуже вдалий шлюб — вже тоді було відомо, що Октавіан бачить Агріппу як найголовнішого свого наступника. Шлюб був влаштований за сприяння Марка Антонія.
У 36 році до н. е. Помпонія народила дівчинку на ім'я Віпсанія Агріппіна, яка стала першою дружиною Тіберія, пасорбка Октавіана.
У 28 році до н. е. Агріппа уклав шлюб зі своєю другою дружиною — Клавдією Марцеллою Старшою. Невідомо, що до того часу стало з Цецилією — їй могло бути дане розлучення, або ж вона могла померти роком раніше.